# Maratona aquática no Campeonato Mundial de Esportes Aquáticos de 2019 - 10 km feminino
Os 10 km da maratona aquática feminina é um dos eventos do Campeonato Mundial de Esportes Aquáticos de 2019 que foi realizado no dia 14 de julho de 2019, em Gwangju, na Coreia do Sul. 

## Medalhistas
| Ouro          | Prata                | Bronze              |
| Xin Xin (CHN) | Haley Anderson (USA) | Rachele Bruni (ITA) |

## Resultados
A prova foi realizada no dia 16 de julho às 08:00. 
| Pos.              | Nadadora              | Nacionalidade  | Tempo     |
| ----------------- | --------------------- | -------------- | --------- |
| Medalha de ouro   | Xin Xin               | China          | 1:54:47.2 |
| Medalha de prata  | Haley Anderson        | Estados Unidos | 1:54:48.1 |
| Medalha de bronze | Rachele Bruni         | Itália         | 1:54:49.9 |
| 4                 | Lara Grangeon         | França         | 1:54:50.0 |
| 5                 | Ana Marcela Cunha     | Brasil         | 1:54:50.5 |
| 6                 | Ashley Twichell       | Estados Unidos | 1:54:50.5 |
| 7                 | Kareena Lee           | Austrália      | 1:54:50.5 |
| 8                 | Finnia Wunram         | Alemanha       | 1:54:50.7 |
| 9                 | Leonie Beck           | Alemanha       | 1:54:51.0 |
| 10                | Sharon van Rouwendaal | Países Baixos  | 1:54:51.1 |
| 11                | Aurélie Muller        | França         | 1:54:51.2 |
| 12                | Viviane Jungblut      | Brasil         | 1:54:51.9 |
| 13                | Arianna Bridi         | Itália         | 1:54:52.0 |
| 14                | Dong Fuwei            | China          | 1:54:56.7 |
| 15                | Esmee Vermeulen       | Países Baixos  | 1:54:58.4 |
| 16                | Anna Olasz            | Hungria        | 1:54:58.7 |
| 17                | Alice Dearing         | Reino Unido    | 1:55:05.9 |
| 18                | Samantha Arévalo      | Equador        | 1:55:22.8 |
| 19                | Angélica André        | Portugal       | 1:55:23.4 |
| 20                | Anastasiya Krapyvina  | Rússia         | 1:55:24.9 |
| 21                | Mariya Novikova       | Rússia         | 1:55:26.0 |
| 22                | Yumi Kida             | Japão          | 1:55:26.7 |
| 22                | Réka Rohács           | Hungria        | 1:55:26.7 |
| 24                | Paula Ruiz            | Espanha        | 1:55:31.2 |
| 25                | Danielle Huskisson    | Reino Unido    | 1:55:31.5 |
| 26                | María Bramont-Arias   | Peru           | 1:55:33.8 |
| 27                | Špela Perše           | Eslovênia      | 1:55:44.4 |
| 28                | Eva Fabian            | Israel         | 1:55:44.8 |
| 29                | Chelsea Gubecka       | Austrália      | 1:55:45.2 |
| 30                | Minami Niikura        | Japão          | 1:55:46.8 |
| 31                | Michelle Weber        | África do Sul  | 1:56:25.8 |
| 32                | Julia Arino           | Argentina      | 1:56:32.2 |
| 33                | María Vilas           | Espanha        | 1:57:34.4 |
| 34                | Alena Benešová        | Chéquia        | 1:57:48.6 |
| 35                | Kate Sanderson        | Canadá         | 2:00:23.9 |
| 36                | Krystyna Panchishko   | Ucrânia        | 2:00:28.6 |
| 37                | Kalliopi Araouzou     | Grécia         | 2:00:30.3 |
| 38                | Eden Girloanta        | Israel         | 2:00:34.6 |
| 39                | Nip Tsz Yin           | Hong Kong      | 2:01:14.6 |
| 40                | Lenka Štěrbová        | Chéquia        | 2:01:15.5 |
| 41                | Martha Sandoval       | México         | 2:01:17.5 |
| 42                | Paola Pérez           | Venezuela      | 2:01:29.7 |
| 43                | Martha Aguilar        | México         | 2:01:42.1 |
| 44                | Nataly Caldas         | Equador        | 2:02:03.5 |
| 45                | Chantel Jeffrey       | Canadá         | 2:02:19.9 |
| 46                | Robyn Kinghorn        | África do Sul  | 2:03:05.1 |
| 47                | Justyna Burska        | Polónia        | 2:03:28.4 |
| 48                | Sandy Atef            | Egito          | 2:07:37.8 |
| 49                | Liliana Hernández     | Venezuela      | 2:07:38.4 |
| 50                | Karolína Balážiková   | Eslováquia     | 2:07:38.7 |
| 51                | Mariya Fedotova       | Cazaquistão    | 2:07:42.5 |
| 52                | Wong Cho Ying         | Hong Kong      | 2:07:43.4 |
| 53                | Lim Da-youn           | Coreia do Sul  | 2:07:50.9 |
| 54                | Pimpun Choopong       | Tailândia      | 2:08:16.6 |
| 55                | Jung Ha-eun           | Coreia do Sul  | 2:09:36.8 |
| 56                | Yanci Vanegas         | Guatemala      | 2:11:59.1 |
| 57                | Fatima Flores         | El Salvador    | 2:12:00.6 |
| 58                | Katawan Teeka         | Tailândia      | 2:17:27.0 |
| 59                | Hita Nayak            | Índia          | 2:17:32.3 |
| 60                | Sofie Frichot         | Seicheles      | 2:18:07.7 |
| 61                | Nikitha Setru         | Índia          | 2:20:09.5 |
| 62                | Camila Mercado        | Bolívia        | 2:23:09.7 |
| 63                | Genesis Rojas         | Costa Rica     | 2:23:29.4 |
| 64                | Merle Liivand         | Estónia        | 2:23:30.8 |